# Паганини (балет Фокина)
«Пагани́ни» (фр. Paganini) — фантастический балет в 1 акте и 3 картинах, поставленный М. М. Фокиным на музыку Рапсодии на тему Паганини (opus 43) С. В. Рахманинова на либретто балетмейстера и композитора. Впервые представлен 30 июня 1939 года труппой Русский балет Ковент-Гардена в театре Ковент-Гарден, Лондон.

## История
Путь к созданию балета «Паганини» был долог. 
В 1920-е годы легенда о Фаусте и Мефистофеле и тема таинственного прежде всего занимали кинематографистов, немногим позднее виртуозные способности демонической личности заинтересовали балетмейстеров. Среди работ данной тематики можно выделить балет Ф. Аштона «Мефисто-вальс». Фокин к теме Фауста и Мефистофеля обращался не один раз. К 1920-м годам относится его неосуществлённая постановка на музыку одного из эпизодов «Осуждения Фауста» Г. Берлиоза. Согласно В. А. Вязовкиной, позднего Фокина «интересовал не воображаемый персонаж, а судьба реального гения. В облике Паганини балетмейстер высветил свое понимание одинокого художника, исходящее от фаустовского начала. История с балетом на тему Паганини началась с другого балета под названием «Пролог к Фаусту» на музыку М. П. Мусоргского, который возник в эмиграции в конце двадцатых годов».

### «Пролог к Фаусту»
- 1927 — 7 февраля, «Пролог к Фаусту» (или сокращённо «Фауст»), одноактный балет Фокина по собственному либретто. Филадельфия[8].

Относительно точного названия этого балета Фокина и использованной в нём музыки имеются противоречивые данные: согласно  Г. Н. Добровольской — «Пролог к Фаусту» на музыку М. П. Мусоргского и Э. Грига, или по иным сведениям — «Фауст» на музыку из одноимённой оперы Ш. Ф. Гуно. Данные Г. Н. Добровольской по названию балета и использованной музыки подтверждаются американской исследовательницей творчества балетмейстера Д. Л. Горвиц (Dawn Lille Horwitz), уточнившей, что постановка специально создавалась для Театра Стэнли (Stanley Theatre). В плане книги Фокин использовал сокращённое рабочее название «Фауст» по аналогии с другими случаями: «Фавн» вместо «Послеполуденный отдых фавна», «Садко» вместо картина «Подводное царство» из оперы «Садко», «Дафнис» вместо полного наименования «Дафнис и Хлоя» и прочих. Таким же образом поступила и Горвиц, указав как полное официальное название «Пролог к Фаусту» (Prologue de Faust), так и его сокращённый вариант «Фауст». 
Сам балетмейстер не высоко оценил эту свою работу. Балет упоминается лишь единожды в рукописном плане книги мемуаров в перечне ранжированных по важности собственных сочинений — в последней пятой рубрике «Забыть» под рабочим названием «Фауст». Скупые и противоречивые данные в источниках на русском языке не дают никакого представления о постановке.

### «Мефисто-вальс»
Спустя годы за «Прологом к Фаусту» последовала другая обработка мифа о Фаусте и Мефистофеле:
- 1935 — 24 июня состоялась премьера одноактного балета «Мефисто-вальс» по сценарию М. М. Фокина на музыку Ф. Листа в сценографии Н. С. Гончаровой. Париж, театр Опера-Комик[1]

Фокин ставил «Мефисто-вальс» для труппы И. Л. Рубинштейн, но по отсутствию резонанса можно предположить, что спектакль не обрёл большого успеха. По мнению В. А. Вязовкиной, в истории балета эта постановка большой роли не сыграла. Готовя материалы воспоминаний, Фокин составил список из 77 балетов, где отнёс «Фауста» в рубрику из 13 работ, о которых предпочёл ничего не вспоминать, а «Мефисто-вальс» — в рубрику из 16 сочинений «Упомянуть кратко», но в авторском тексте русского издания мемуаров он упомянут не был. 
Из трёх балетов Фокина фаустовско-мефистофельского плана наибольшего успеха был удостоен «Паганини», чья известность заслонила и отодвинула первые два, которые могут расцениваться как подготовительные этапы к созданию третьей итоговой работы о мятущемся гении.

### «Паганини»

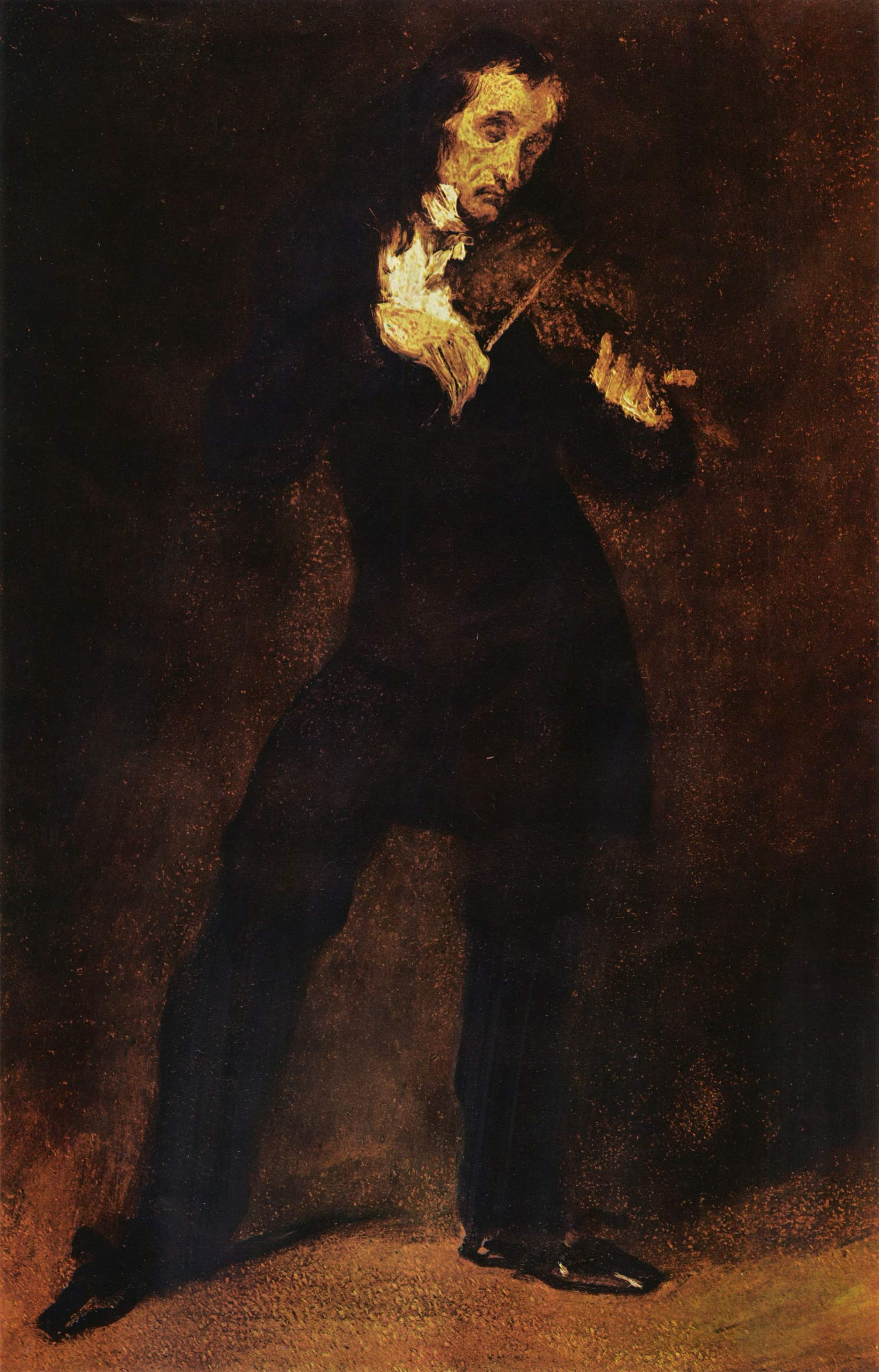
Эжен Делакруа. Портрет Никколо Паганини, 1832

Согласно свидетельству И. М Фокиной, дочери балетмейстера, с 1919 года С. В. Рахманинов стал одним из ближайших друзей М. М. Фокина, и оба часто обсуждали сотрудничество в балете. В 1934 году Рахманинов создал Рапсодию на тему Паганини для фортепиано с оркестром. Фокин сам писал либретто для «Пролога к Фаусту» и «Мефисто-вальса», в случае с «Паганини» сценарий составлялся в совместной работе балетмейстера и композитора. В издании мемуаров Фокина приводится переписка с Рахманиновым (14 писем, из них 12 относятся к постановке, первое датировано 15 декабря 1935 года), где обсуждаются различные аспекты готовящейся постановки. Рахманинов в письме Фокину от 29 августа 1937 года спрашивал: «Не оживить ли легенду о Паганини, продавшем свою душу нечистой силе за совершенство в искусстве, а также за женщину?». На что Фокин ответил, что мало что знает о Поганини и не может пуститься на поиски легенды по причине занятости постановкой балета «Золотой петушок». Легенда о Паганини гласила, что музыкант продал свою душу дьяволу взамен на виртуозное владение скрипкой. Видимо, детальные подробности обсуждались при личной встрече, поскольку в следующем письме Рахманинову от 15 февраля 1939 года из Новой Зеландии Фокин писал, что балет почти готов. Репетиции проходили в Австралии, где Фокин гастролировал с труппой Русский балет Ковент-Гардена с сентября 1938 года по апрель 1939 года.
После успешной мировой премьеры в Лондоне в одном спектакле среди выгодного соседства между балетами «Золотой петушок» и «Карнавал» газеты писали о «Паганини» как об одном из высших достижений балетмейстера. Рассказ о творческих муках музыканта получился фантастическим и психологически насыщенным. Фокин и Рахманинов намеревались продолжить сотрудничество, но их планам помешала Вторая мировая война.

## Краткое содержание
На сцене отражаются вехи творческого пути музыканта от первого концерта и до смерти — с 1805 по 1840 год. В начале молодой Паганини выступает на концерте. Сплетня, Ложь, Клевета и Зависть заставляют публику поверить в то, что рука скрипача направляется дьяволом. Коллеги-скрипачи («классики») из зависти к способностям Паганини стремятся утвердить такое мнение. 
Во второй картине Паганини снимает чары с Флорентийской девушки и околдовывает игрой на гитаре толпу юношей. В следующем эпизоде творческие неудачи благодаря появлению добрых духов сменяются счастьем и радостью от постижения божественной гармонии. Затем во время кошмара Паганини воспринимает себя со стороны толпы, его окружают многочисленные дьявольские двойники, виртуозно владеющие игрой на скрипке — это апофеоз нечистой силы.
В финале на смертном одре музыканта окружает нечисть. Он чувствует приближение Смерти. Добрые духи вручают ему скрипку, которая защищает от происков дьявола. Музыкант уходит из жизни в окружении сил добра. Завистливые скрипачи в смущении снимают шляпы.

## Премьера
- 1939 — 30 июня, «Паганини». Фантастический балет в 3 сценах по сценарию С. В. Рахманинова и М. М. Фокина. Музыка С. В. Рахманинова «Рапсодия на тему Поганини». Художник С. Ю. Судейкин. Дирижёр А. Дорати[22]. Театр Ковент-Гарден, Лондон, силами труппы полковника де Базиля[1]. Основные исполнители:
- Паганини — Д. Ростов
- Флорентийская красавица — Т. М. Рябушинская
- Божественный гений — И. М. Баронова
- Ложь — А. Григорьева
- Сплетня — Ю. Лазовский и А. Алонсо[2]
- Зависть, скрипачи («классики»), дьявол, юноши, двойники Паганини, добрые духи, Смерть

Первый показ прошёл успешно. Композитор не смог приехать на премьеру, но письменно поздравил балетмейстера «днём рождения», с 50-летним юбилеем с начала творческой деятельности. Г. Н. Добровольская привела сведения В. М. Фокина, сына балетмейстера, о некотором изменении финала на премьере сравнительно с публикуемым вариантом сценария: «Паганини вставал из гроба (это делал двойник исполнителя главной роли) и в сопровождении Музы поднимался вверх по лестнице, символизируя бессмертие великого музыканта». Кроме того, на премьере Фокин прибег к гротескному сарказму, заменив скрипачей («классиков») театральными критиками, шествующими под звуки Dies irae. 
В разные годы во время гастролей антреприза или труппа полковника де Базиля выступала под различными названиями, основным из которых было Русский балет полковника де Базиля. В то время, как премьера 1939 года в Лондоне была представлена труппой Русский балет Ковент-Гардена (англ. Covent Garden Russian Ballet), в гастрольных поездках в США, Канаде, Австралии и странах Южной Америки «Паганини» исполнялся труппой Оригинальный русский балет (фр. Original Ballet Russe, Орижиналь балле рюс). В Австралии премьера прошла 30 декабря 1939 года в исполнении труппы Оригинальный русский балет. Сохранилась часть киносъёмки, снятой во время выступления этой труппы в Мельбурне в 1940 году с Т. Рябушинской и П. Петровым в «Паганини»([Ballet Russes Compilation, Fokine Part One], 1936-1940. Ringland Anderson Ballet Films).

## Оценки
Балет «Паганини» балетмейстер высоко оценил в мемуарах, указав его в плане книги в рубрике «Посвятить отдельную главу» и поместив в ряду своих высших достижений после «Жар-птицы», «Дафниса и Хлои» и «Золотого петушка».
В оценке Ю. А. Розановой: «Проблема трагической судьбы художника, пренебрегшего нравственно-этическими нормами, приобрела в балете философское звучание».

## Возобновления
- 1960 — «Паганини», восстановление балетмейстера Леона Фокина (племянника Михаила Фокина), труппа Кубинского балета, Ленинград[23]
- 1986 — «Паганини», восстановление Владимира Докудовского (Vladimir Dokoudovsky) в Tulsa Ballet Theatre, Талса[15][26]

## Балеты на музыку Рапсодии на тему Паганини
- 1960 — 7 апреля, «Паганини». Балетмейстер и автор либретто Л. М. Лавровский, Большой театр, Москва, дирижёр Е. Ф. Светланов, сценограф В. Ф. Рындин; исполнили: Паганини — Я. Д. Сех, Муза — М. В. Кондратьева. Эта постановка была возобновлена там же в 1978 году[2]
- 1980 — «Рапсодия[англ.]», балет в постановке Ф. Аштона